# Bitva u Doss Alto
Bitva u Doss Alto se odehrála na italské frontě na kótě 703 Doss Alto di Nago v průběhu první světové války. V této bitvě na sebe významně upozornily jednotky československých legií.

## Nástin událostí

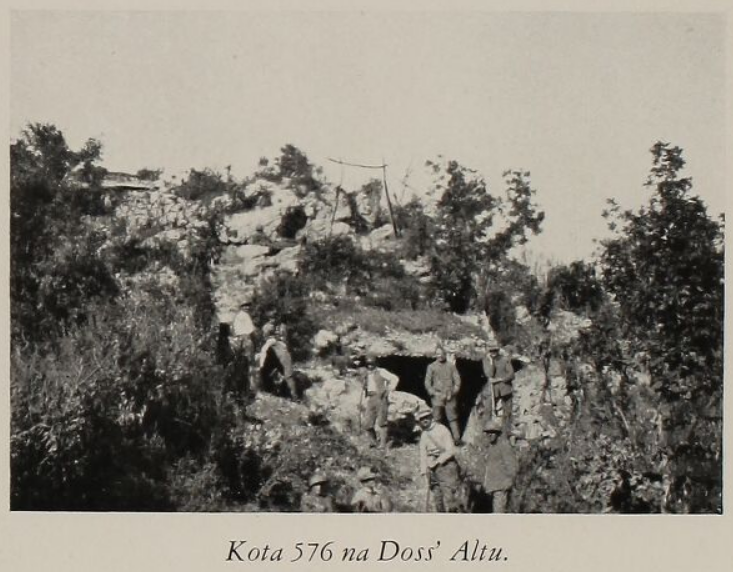
Obranné postavení na kótě 576 na Doss Alto

Československé dobrovolnické jednotky vytvořily na italském území během léta 1918 6. československou divizi, která sestávala z 31., 32., 33., a 34. pluku. Velení této divize bylo svěřeno generálu Andreu Grazianimu (1864–1931). V srpnu 1918 se tato divize přemístila na frontu, kde zaujala pozici v sektoru dlouhém asi 20 kilometrů mezi jezerem Lago di Garda a řekou Adiží. Cílem bylo střežit tento sektor na masivu Altissimo.
Centrálním opěrným bodem tohoto masivu pod Trentem byl vrcholek Doss Alto (703 metrů nad mořem). 21. září se rakouské znepřátelené oddíly, které byly ve značné převaze, pokusily o dobytí tohoto opěrného bodu. Rakouský útok začal ráno kolem 4.00 h dne 21. září 1918 silnou dvouhodinovou dělostřeleckou palbou, která směřovala především do československých pozic, na kótu 703. Poté následoval útok na vrcholek Doss Alto ze severozápadního a severovýchodního postavení. Hlavní tíhu obrany nesl 33. československý střelecký pluk, kterému se, po posílení zálohami, úspěšně podařilo nepřítele vypudit ze zákopových pozic a pozice ubránit.

## Ztráty

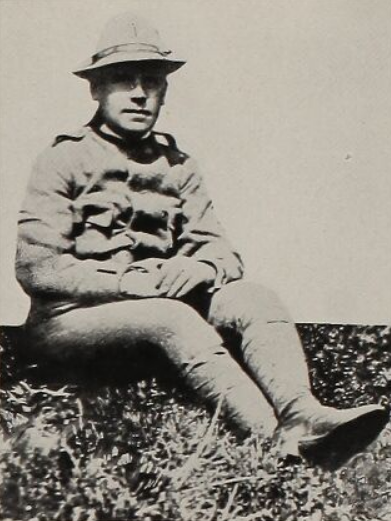
Por. Oldřich Trojánek, který v bitvě zahynul

V této bitvě zemřelo 7 československých legionářů, 31 jich bylo raněno a 4 padli do rakouského zajetí a později byli v Arcu oběšeni. Rakušané ztratili 51 mrtvých, 90 zraněných a 60 zajatých.

Dva z padlých, poručíci František Svoboda a Oldřich Trojánek, byli důstojníci. Trojánek spáchal na svém předsunutém stanovišti sebevraždu poté, co byl obklíčen a hrozilo mu zajetí, kde by byl jakožto Čech popraven. 

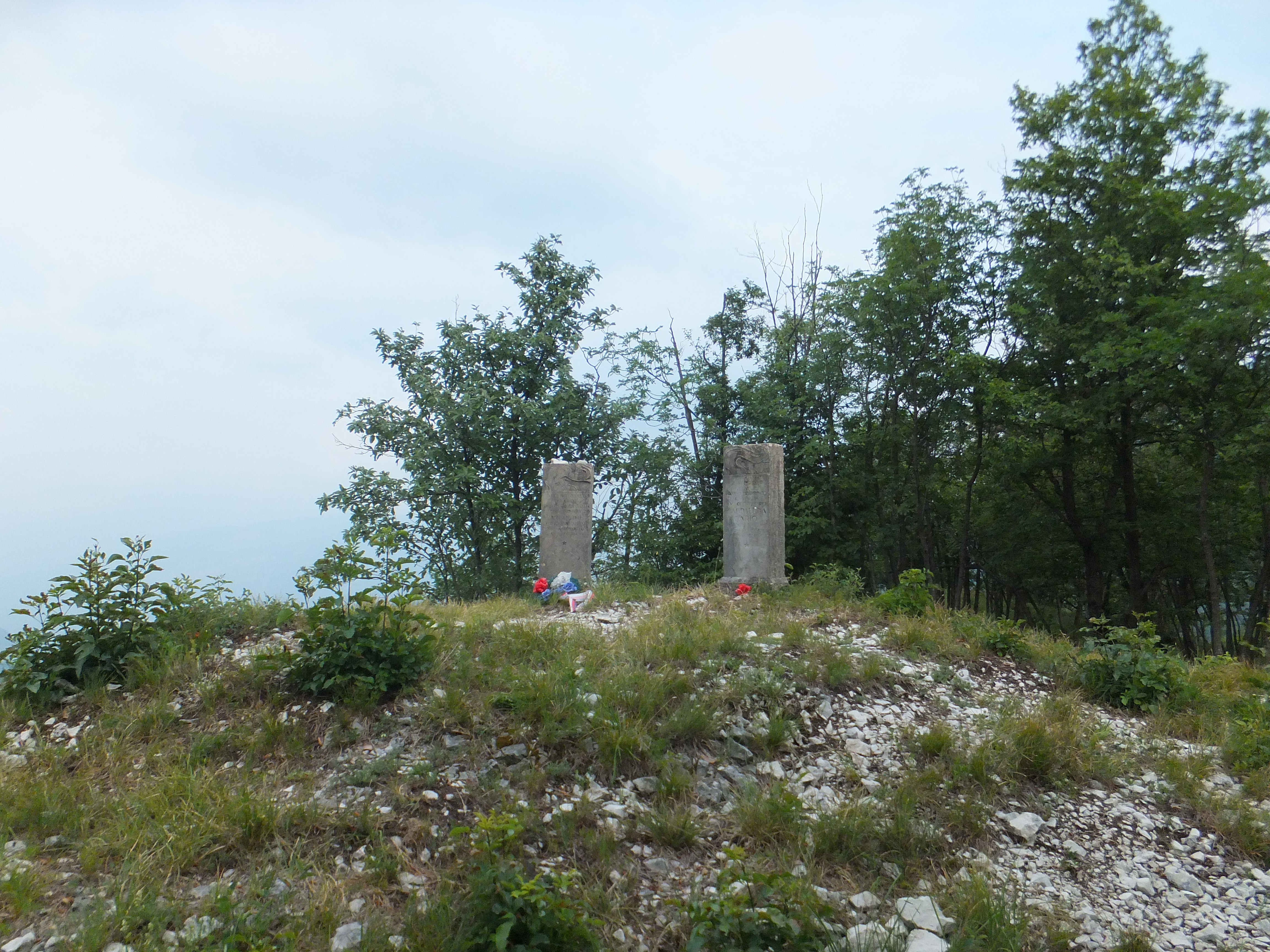
Pomníčky na vrcholu hory Doss Alto di Nago

## Připomenutí bitvy
V roce 1938 byla bitva připomenuta vydáním československé poštovní známky (autoři: Jindřich Vlček, Bohumil Heinz).